# Gloria Montoya
Gloria Montoya (Medellín, 1979) es una actriz colombiana de cine y televisión, reconocida principalmente por su interpretación de Ángela en la película de Jorge Navas La sangre y la lluvia en 2009. Por su actuación en el filme, Montoya ganó el premio a la mejor actriz protagónica en el Festival Internacional de Cine de Cartagena y el premio de Oro en la misma categoría en el Festival de Cine de Bogotá, ambos en 2009.

## Carrera

### Inicios
Montoya nació en la ciudad de Medellín en 1979. En esa ciudad cursó estudios de Comunicación Social y Periodismo en la Universidad de Antioquia. Después de su graduación se trasladó a la ciudad de Bogotá donde empezó a desempeñarse como asistente de dirección de comerciales.  Tras desempeñarse como asistente de dirección y camarógrafa en producciones como la película Kalibre 35 y el documental Naked Hook, inició su carrera como actriz en 2004 interpretando el papel de Pilar en la telenovela Luna, la heredera. Un año después integró el reparto de la telenovela La tormenta en el papel de Gisela Paiba. En 2005 apareció también en la telenovela Por amor a Gloria interpretando a Débora.

### La sangre y la lluvia- actualidad
En 2009 debutó en el cine interpretando el papel protagónico de Ángela en la película de Jorge Navas La sangre y la lluvia. En la película encarnó a una mujer solitaria y amante de la vida nocturna que se ve envuelta accidentalmente en serios problemas tras conocer a un taxista llamado Jorge, interpretado por su esposo, Quique Mendoza. Un año después interpretó el papel de Silvia Salazar en la telenovela Doña Bella, seguida de una aparición en la película venezolana Piedra, papel o tijera del director Hernán Jabes en 2012. En 2015 interpretó a Lucía en la película colombiana Malos días, ópera prima del director Andrés Beltrán.

## Filmografía

### Cine
- 2009 - La sangre y la lluvia
- 2012 - Piedra, papel o tijera
- 2015 - Malos días

### Televisión
- 2004 - Luna, la heredera
- 2005 - La tormenta
- 2005 - Por amor a Gloria
- 2007 - Nadie es eterno en el mundo
- 2010 - Doña Bella